# Труман (город, Миннесота)
Тру́ман (англ. Truman) — город в округе Мартин, штат Миннесота, США. На площади 2,8 км² (2,8 км² — суша, водоёмов нет), согласно переписи 2002 года, проживают 1259 человек. Плотность населения составляет 447,9 чел./км².
- Телефонный код города — 507
- Почтовый индекс — 56088
- FIPS-код города — 27-65668[1]
- GNIS-идентификатор — 0653356[2]